# Аль-Бусаиди, Румаита
Румаита Аль Бусаиди — оманская активистка по борьбе с изменением климата, борец за права женщин, радиоведущая, учёная-океанистка, предпринимательница и футболистка. Она считается первой женщиной-футбольным аналитиком в арабском мире, а также стала самой молодой женщиной Омана, пересёкшей Южный полюс. Она также широко известна в Омане как одна из заметных персон на радио.

## Карьера
Румаита получила диплом Делавэрского университета в 2005 году. В 2014 году она получила степень магистра в Университете Султана Кабуса. Она также получила высшее образование в Утрехтском университете и степень магистра государственного управления в Гарвардской школе Кеннеди. У Румаиты степень магистра наук в области экологии и аквакультуры. Она также в 2019 году была названа Атлантическим советом стипендиатом тысячелетия.
Румаита занимала должность заместителя председателя по производству продуктов питания в Национальной программе Омана по усилению экономической диверсификации. Она также работала советником правительства страны и является директором по Проектам, охране окружающей среды и развитию рыболовства в Омане.
Румаита основала WomeX, платформу для обучения арабок навыкам ведения переговоров с целью подготовки начинающих предпринимательниц в арабском регионе. Она также выступает за права женщин и молодёжное лидерство в области охраны окружающей среды. Румаита несколько лет работала в Омане радиоведущей и известна как первый местный англоговорящий ведущий на частной оманской радиостанции. Она некоторое время играла в футбол, представляя женскую сборную Омана, прежде чем команда в 2007 году попала под санкции ФИФА.
С 2013 по 2020 год Румаита входила в состав сообщества Global Shapers Всемирного экономического форума. В 2017 году Европейская комиссия назвала её Послом мира среди молодёжи. Кроме того, она была назначена послом Challenge 22 на чемпионате мира по футболу FIFA 2022 года и послом Института экономики и мира (IEP).
Румаита высказывала обеспокоенность по поводу глобального изменения климата на Всемирном экономическом форуме в Давосе. Она была одним из активистов, принявших в апреле 2021 года участие в цифровом обратном отсчёте TED в рамках мероприятия Earth Day Live.

## Награды
В ноябре 2023 года Румаита Аль Бусаиди вошла в список 100 женщин по версии Би-би-си.